# Marcel Koehler
Pour les articles homonymes, voir Koehler.
Marcel Koehler, né le 28 mai 1892 à Lyon, est le premier fils de Jeanne Lumière (sœur d’Auguste et Louis) et de René Koehler. Il  est ingénieur. Il  décède le 15 mars 1958 à Saint-Jean-Cap-Ferrat. Il fonde avec Jules Escoffier en 1912 la marque de motocyclettes Koehler Escoffier.

## Carrière
Marcel Koehler est ingénieur de l'école Centrale de Lyon (ECL) en 1912. Il s'associe en novembre 1912 à Jules Escoffier, mécanicien, pour créer la marque de motocyclettes Koehler Escoffier qui s'illustre dans de nombreuses courses de vitesse. En aout 1914, il est mobilisé et affecté en Russie à Pétrograd comme mécanicien d'aviation et devient pilote en 1915. 
En 1919, la firme Koehler Escoffier est vendue à Raymond Guiguet. Marcel Koehler poursuit une carrière d'ingénieur civil et d'administrateur de sociétés.
Administrateur de Bronzavia, il est l'un des sept cofondateurs de sa filiale, la société Facel (Forges et ateliers de construction d'Eure-et-Loir) en décembre 1939, dont il sera le directeur-général  et l'initiateur des Gazogènes Facel, cela jusqu'en 1945, année où la société Facel sera réorganisée avec l'arrivée de Jean Daninos, nommé P-DG par les administrateurs. Ce dernier, passionné par les rapides et luxueuses automobiles, créa, dix ans plus tard, l'ultime marque de prestige française Facel Vega.